# Karel Hromádka (Eishockeyspieler)
Karel Hromádka (* 23. Mai 1905 in Prag, Österreich-Ungarn; † 30. März 1978 in Tallahassee, Florida, Vereinigte Staaten) war ein tschechoslowakischer Eishockeyspieler. Er nahm an zwei Olympischen Winterspielen teil und gewann mit der tschechoslowakischen Nationalmannschaft zweimal den Europameistertitel. Mit seiner Vereinsmannschaft, dem LTC Prag, gewann er dreimal den Spengler Cup.

## Karriere
Karel Hromádka begann seine Karriere in den Juniorenmannschaften des HOVS Prag, in dessen erster Mannschaft er 1924 als 19-Jähriger debütierte. 1927 wechselte er zum damaligen Spitzenklub LTC Prag, mit dem er von 1931 bis 1935 fünfmal in Folge den tschechoslowakischen Meistertitel errang. Gemeinsam mit Josef Maleček und Jirí Tožicka gehörte er zur legendären ersten Sturmreihe des Hauptstadtclubs. 1929, 1930 und 1932 gewann er mit dem LTC zudem den Spengler Cup, das älteste und renommierteste internationale Turnier für Vereinsmannschaften, das seit 1923 alljährlich in Davos ausgetragen wird. 1930 und 1931 gewann er mit seiner Mannschaft mit dem Tatra Pokal auch das zweitälteste internationale Vereinsturnier. 1935 wechselte er zum SK Podolí Prag, wo er seine Karriere ausklingen ließ und sie 1936 beendete. Anschließend war er bis 1948 als Trainer bei Podolí tätig.
Hromádka wurde zwischenzeitlich in die Tschechische Eishockey-Ruhmeshalle aufgenommen.

### International
Hromádka trat für die Tschechoslowakische Nationalmannschaft erstmals bei den Olympischen Winterspielen 1928 in St. Moritz in Aktion und belegte mit seiner Mannschaft den siebten Platz bei elf teilnehmenden Mannschaften. Beim 3:2-Erfolg im Vorrundenspiel gegen Polen gelang ihm ein Tor.
Bei den beiden letzten eigenständig ausgetragenen Europameisterschaften 1929 und 1932 stand er ebenfalls für seine Farben auf dem Eis, wobei er mit dem tschechoslowakischen Team 1929 den Titel gewinnen konnte. 1932, bei der letzten eigenständigen Europameisterschaft, reichte es lediglich zu Platz fünf.
Bei Weltmeisterschaften spielte er 1930, 1931, 1933, 1934 und 1935. 1933 gewann er mit der tschechoslowakischen Mannschaft die Bronzemedaille. Da im Rahmen der Weltmeisterschaften auch die Europameisterschaften ausgespielt wurde, erreichte Maleček im Rahmen der WM-Turniere zudem noch auf europäischer Ebene einen Europameisterschaftstitel (1933) und drei Bronzemedaillen (1931, 1934 und 1935).
Ein letztes Mal nahm Hromádka mit der tschechoslowakischen Auswahl an den Olympischen Winterspielen 1936 in Garmisch-Partenkirchen teil. Dabei gewann er bei der im Rahmen der Olympischen Winterspiele 1936 ausgetragenen Europameisterschaft mit seiner Mannschaft die Silbermedaille.
Insgesamt erzielte Hromádka in 54 Länderspielen für die Tschechoslowakei 16 Tore.

## Privatleben
Nachdem die Kommunisten unter Klement Gottwald 1948 im Februarumsturz die Macht in seiner Heimat übernommen hatten, verließ Hromádka die Tschechoslowakei und siedelte in die Vereinigten Staaten über.

## Erfolge und Auszeichnungen
- 1931 Tschechoslowakischer Meister mit dem LTC Prag
- 1932 Tschechoslowakischer Meister mit dem LTC Prag
- 1933 Tschechoslowakischer Meister mit dem LTC Prag
- 1934 Tschechoslowakischer Meister mit dem LTC Prag
- 1935 Tschechoslowakischer Meister mit dem LTC Prag
- Aufnahme in die Tschechische Eishockey-Ruhmeshalle

### International
- 1929 Europameister
- 1929 Gewinn des Spengler Cups mit dem LTC Prag
- 1930 Gewinn des Spengler Cups mit dem LTC Prag
- 1930 Gewinn des Tatra Pokals mit dem LTC Prag
- 1931 EM-Bronzemedaille bei der Weltmeisterschaft
- 1931 Gewinn des Tatra Pokals mit dem LTC Prag
- 1932 Gewinn des Spengler Cups mit dem LTC Prag
- 1933 WM-Bronzemedaille und Europameister bei der Weltmeisterschaft
- 1934 EM-Bronzemedaille bei der Weltmeisterschaft
- 1935 EM-Bronzemedaille bei der Weltmeisterschaft
- 1936 EM-Silbermedaille bei den Olympischen Winterspielen

Anmerkung: Nach 1929 fand lediglich noch 1932 eine eigenständige Europameisterschaft statt, so dass die EM-Titel und -Platzierungen bei den jeweiligen Weltmeisterschaften und Olympischen Winterspielen vergeben wurden.